# Maimont
Le Maimont est un sommet des Vosges du Nord situé sur la frontière franco-allemande, entre le département du Bas-Rhin et le Land de Rhénanie-Palatinat.

## Toponymie
En 1463 on l'écrivait Meygelmont. L'origine du nom viendrait du latin Magnus ou du celte Mogalos signifiant « grand », pour la grande colline. Une autre explication serait le mot celte Mailos qui signifie « aplati », la colline se terminant par une plate forme naturelle.

## Histoire
Le Maimont abrite des vestiges d'un éperon barré de l'époque celte. Une pierre réputée comme pierre à sacrifice celte, Opferschale, se trouve sur le site. Des poteries romaines ont été trouvées lors de fouilles en 1898.
En 1940, au cours de la Seconde Guerre mondiale, de rudes combats y eurent lieu.